# Reticolo sarcoplasmatico
Il reticolo sarcoplasmatico (RS) o reticolo sarcoplasmatico di Veratti è un sistema di tubuli, a sviluppo prevalentemente longitudinale, delimitati da membrana, presente nel citoplasma che circonda le miofibrille delle fibrocellule muscolari; corrisponde al reticolo endoplasmatico liscio delle altre cellule eucariotiche, e ha la funzione di regolare la concentrazione degli ioni calcio (Ca2+) attorno alle miofibrille.

## Descrizione
Il RS, associandosi intimamente alle miofibrille, forma nel muscolo scheletrico tre domini ben distinti. Il sistema dei tubuli longitudinali che sono presenti in concomitanza di tutta la banda A del sarcomero e che sono composti da tubuli del RS allungati e paralleli; il sistema a rete che è formato da piccoli canalicoli intercomunicanti disposti al centro del sistema dei tubuli longitudinali in corrispondenza della banda H; e le cisterne terminali, ampie dilatazioni sviluppate in senso trasversale dei tubuli longitudinali, che si trovano in prossimità del confine tra la banda A e la banda I. Di norma nel muscolo scheletrico si associano un tubulo T a due cisterne terminali formando la cosiddetta "triade"; nel muscolo cardiaco si associano un solo tubulo T con una sola cisterna terminale a livello del disco Z (telofragma) formando la "diade". Nel muscolo liscio il RS è associato ad infossamenti del plasmalemma detti "caveolae".
Le cisterne terminali sono accompagnate trasversalmente da una coppia di tubuli T, invaginazioni sottili e anulari del sarcolemma, quindi si tratta di un sistema di tubuli extracellulari; i tubuli T comunicano con lo spazio extracellulare, mentre le cisterne terminali comunicano con il contenuto del lume del RS.
Nella membrana dei tubuli T è presente il recettore sensibile alla diidropiridina (DHPR). Esso è un canale di tipo L del calcio (un canale che lascia passare una corrente lenta) che si attiva con la depolarizzazione della membrana plasmatica del muscolo iniziata al livello della placca motrice e propagatasi fino ai tubuli T. Questa proteina è un omotetramero ovvero formata da 4 subunità uguali tra loro e associate con interazioni non covalenti. La diidropiridina colpisce e blocca selettivamente una subunità del DHPR non ancora identificata.
Sulla membrana delle cisterne terminali si trova il recettore sensibile alla rianodina (RYR1). Esso è una proteina di membrana che funziona da canale per gli ioni calcio uscenti dal RS. Risulta costituito da una porzione transmembrana e un grosso dominio citoplasmatico che sporge nello stretto spazio di circa 15 nanometri tra il tubulo T e la cisterna terminale. Il dominio citoplasmatico del RYR1 è in stretta associazione con 4 proteine DHPR formando un "piede". L'arrivo del potenziale d'azione nella zona del tubulo T modifica la conformazione della DHPR in relazione ad una nuova distribuzione di cariche degli amminoacidi dovuta alla variazione del potenziale. La connessione meccanica tra DHPR e RYR1, facilitata dalla proteina triadina dello spazio tra i due sistemi di tubuli, permette di trasmettere, si pensa grazie alla subunità alfa-1 di DHPR, la modifica conformazionale anche a RYR1 che in questo modo può far uscire il calcio dal RS e attivare la contrazione muscolare.
Questo è il meccanismo che sta alla base dell'accoppiamento eccitazione-contrazione nel muscolo scheletrico. Nel muscolo cardiaco, oltre all'interazione meccanica, è importante anche un'interazione di tipo chimico. L'apertura del canale DHPR per gli ioni calcio, dovuta alla depolarizzazione della membrana plasmatica (potenziale d'azione), permette infatti ad una piccola quantità di calcio di entrare dallo spazio extracellulare e legarsi alla proteina RYR, aprendo il canale e facendo uscire una più alta quantità di ioni calcio dal RS. Questo meccanismo, tra l'altro, è l'unico che permette l'accoppiamento di uno stimolo elettrico e un evento meccanico nel muscolo liscio. Esso viene definito in fisiologia "rilascio di calcio indotto da calcio". Nel RS gli ioni calcio sono legati ad una proteina con bassa affinità per esso: la calsequestrina che lo libera istantaneamente quando i canali RYR si aprono.
Sulla membrana del RS è presente anche SERCA, soprattutto sui domini longitudinali. Consiste in una pompa che ricapta ioni calcio e li trasferisce nel RS spendendo energia sotto forma di ATP. SERCA, abbassando la concentrazione di ioni calcio sotto 0,001 mM (millimoli/millilitro) nel citoplasma, pone fine alla contrazione muscolare.
Nel muscolo liscio nel RS è presente anche il recettore per IP3 (inositolo trifosfato): esso è un'importante molecola segnale prodotta dall'enzima fosfolipasi C che spezza una molecola di PIP2 (fosfatidil-inositolo-difosfato) in IP3 e di-acil-glicerolo (DAG). La fosfolipasi C viene attivata dai recettori alfa-1 adrenergici che sono attivati dal legame con l'adrenalina. Essi quindi promuovono la liberazione di ioni calcio dal RS indipendentemente da un evento elettrico (variazione del potenziale di membrana). In questo modo infatti agisce il sistema simpatico: liberando adrenalina stimola la contrazione della muscolatura liscia delle arterie provocando vasocostrizione.

## Patologia
Esiste una patologia chiamata "central core disease" (CCD), derivata da una caratteristica autosomica dominante rara, che provoca malformazione della parte citoplasmatica di RYR che provoca concentrazione intracellulare elevata di ioni calcio, che si accumula nei mitocondri danneggiandoli. Si osserva quindi: perdita di mitocondri nella parte centrale della fibra muscolare e disorganizzazione delle miofibrille. Si associa a stanchezza e debolezza muscolare.
Nell'ipertermia maligna (MH) viene mutato il canale RYR. Si manifesta con un'incidenza di 1/15000 nei bambini e 1/50000 in adulti trattati con anestetici. Alcuni anestetici come alotano o etere possono provocare infatti danni al RYR e fuoriuscita di calcio dal SER al citoplasma. Può avere conseguenze letali in alcuni interventi chirurgici.

## Storia
Il reticolo sarcoplasmatico prende il nome dall'anatomo patologo Emilio Veratti che lo descrisse per primo nel 1902 in preparati di fibra muscolare di rana colorati con metalli pesanti e osservati al microscopio ottico: la trama in seno al sarcoplasma interfibrillare, una delicata e complessa trama di filamenti, colorati in nero, che sembravano circondare le miofibrille ad una ad una, fu battezzata dal Veratti «reticolo sarcoplasmatico». Ai primi del secolo, tuttavia, quelle strutture vennero giudicate degli artefatti. A metà degli anni cinquanta, quando il lavoro di Veratti era stato completamente dimenticato, il reticolo sarcoplasmatico venne messo nuovamente in evidenza al microscopio elettronico da Stanley H. Bennett e Keith R. Porter. La ricerca di eventuali studi al microscopio ottico portò alla riscoperta del lavoro del 1902, che venne tradotto in lingua inglese nel 1961, rendendo famoso il nome dell'autore ormai novantenne.